# Сикевич, Владимир Васильевич
Влади́мир Васи́льевич Сике́вич (23 августа (4 сентября) 1870 — 27 июля 1952) — полковник (1916) Русской императорской армии, после Октябрьской революции — военный и политический деятель Украинской народной республики и Украинской державы, генерал-хорунжий (1922) армии УНР.

## Биография
Из дворян. Православного вероисповедания. Уроженец Киевской губернии, сын статского советника.
Общее образование получил в 3-й Киевской гимназии (окончил 5 классов).

### Русский офицер
В октябре 1888 года добровольно вступил в военную службу рядовым на правах вольноопределяющегося 2-го разряда в 131-й пехотный Тираспольский полк (г. Киев).  В следующем году был удостоен унтер-офицерского звания и в 1890 году командирован на военно-училищные курсы Киевского пехотного юнкерского училища, по окончании которых по 1-му разряду (с отличием) в 1893 году, в звании подпрапорщика, был определён на службу в 16-й пехотный Ладожский полк (г. Ломжа, Царство Польское); командовал взводом.
30 января 1894 года был произведен из подпрапорщиков в офицерский чин подпоручика. В мае 1898 года произведен в поручики, в мае 1902 года – в штабс-капитаны, в октябре 1908 года – в капитаны.
Служил в 16-м пехотном Ладожском полку младшим офицером роты, затем – адъютантом батальона, командиром роты, помощником командира батальона. С января 1910 года – начальник учебной команды полка.
В русско-японской войне не участвовал.
Во время Первой мировой войны в составе своего полка участвовал в боях на Юго-Западном фронте. Командовал 16-й ротой, в августе-октябре 1914 года временно исполнял должность командира 4-го батальона. Был контужен (06.11.1914) и дважды ранен (07.11.1914, 02.01.1915). По возвращении в мае 1915 года из госпиталя был назначен помощником командира полка по хозяйственной части.
В декабре 1915 года произведен в подполковники, в сентябре 1916 года — в полковники.
По данным историка Тинченко Я. Ю., полковник 16-го пехотного Ладожского полка Владимир Васильевич Сикевич с 27 марта 1917 года командовал 266-м пехотным Пореченским полком 67-й пехотной дивизии, с 3 мая 1917 года был командиром 6-го запасного пехотного полка 36-й запасной пехотной бригады (11-я армия, Юго-Западный фронт), с 3 августа 1917 года — помощником командира 36-й запасной пехотной бригады; к ноябрю 1917 года он завершил украинизацию 6-го запасного пехотного полка (в марте 1918 года этот украинизированный полк был расформирован).

### Украинский военачальник
После Октябрьской революции в Петрограде полковник Сикевич перешёл на сторону украинской Центральной Рады. В декабре 1917 года прибыл в Киев и в январе 1918 года возглавил созданное Семёном Петлюрой военизированное формирование «Гайдамацкий кош Слободской Украины». Принимал участие в уличных боях за Киев с красногвардейскими формированиями Муравьёва.
В марте 1918 года был назначен командиром 3-го Гайдамацкого полка в составе Запорожской дивизии армии УНР. В ходе весеннего 1918 года наступления германских и украинских войск на Украине освобождал от большевиков Лубны, Конотоп, Полтаву, Харьков. В апреле того же года возглавил Донецкую группу украинских войск (в составе трёх пехотных, артиллерийского и инженерного полков), которой предписывалось освободить Донбасс. 15 апреля 1918 года войска под его командованием заняли Барвенково, а впоследствии и Славянск, Бахмут, Никитовку. К концу апреля части Донецкой группы вышли на границу с Советской Россией.
После прихода в апреле 1918 года к власти гетмана Скоропадского и провозглашения Украинской державы, воинские части под командованием полковника Сикевича охраняли восточную границу государства.
В начале 1919 года, уже в период правления Директории УНР, полковник Сикевич был отправлен в Австрию в качестве военного атташе. Был назначен заместителем председателя Военно-санитарной миссии по делам военнопленных-украинцев в государствах Европы (находился в Вене, возглавлял репатриационную комиссию). С декабря 1920 года исполнял обязанности посла УНР в Венгрии.
28 августа 1922 года был произведен в чин генерал-хорунжего армии УНР.

### Эмигрант
В 1924 году эмигрировал в Канаду и поселился в Торонто. Был организатором и руководителем ветеранских организаций солдат и офицеров Армии УНР, возглавлял Совет Креста Симона Петлюры и антибольшевистское движение, выступал с лекциями и речами. В кругу украинских эмигрантов имел прозвища «Украинский Лев» и «Батько Атаман». Встречался с Георгом VI и королевой Елизаветой, представляя украинских воинов. На 80-летний юбилей генерала к нему приехали и прислали поздравления люди из более чем 35 стран.
За 5 недель до своей смерти Сикевич вернулся из своей последней поездки по США. Умер в 1952 году в Торонто. Прощание с генералом длилось шесть дней. На похороны генерала приехало 3,5 тысячи человек.
Похоронен в Торонто на кладбище «Проспект».

## Сочинения
Владимир Васильевич Сикевич — автор воспоминаний и ряда публикаций с истории гражданской войны на Украине:
- (укр.) В. Сікевич Спогади: «Сторінки із записної книжки (1943–1951)».

## Награды
Ордена Российской империи:
- Святого Станислава 3-й степени (ВП от 10.03.1907)
- Святой Анны 3-й степени (06.12.1910; ВП от 18.03.1911)
- Святого Станислава 2-й степени (ВП от 02.06.1912)
  - мечи к ордену Святого Станислава 2-й степени (утв. ВП от 19.04.1915)
- Святой Анны 4-й степени с надписью «За храбрость» (Аннинское оружие) (ВП от 25.09.1916)
- Святой Анны 2-й степени (ПАФ от 01.06.1917)

Медали Российской империи:
- «В память царствования императора Александра III» (1896)
- «В память 100-летия Отечественной войны 1812 года» (1912)
- «В память 300-летия царствования Дома Романовых» (1913)

Знаки отличия УНР: 
- Крест Симона Петлюры (1936)
- Военный крест (1956, посмертно)

Знак отличия ЗУНР:
- Памятный крест УГА (Галицкий крест)

## Семья

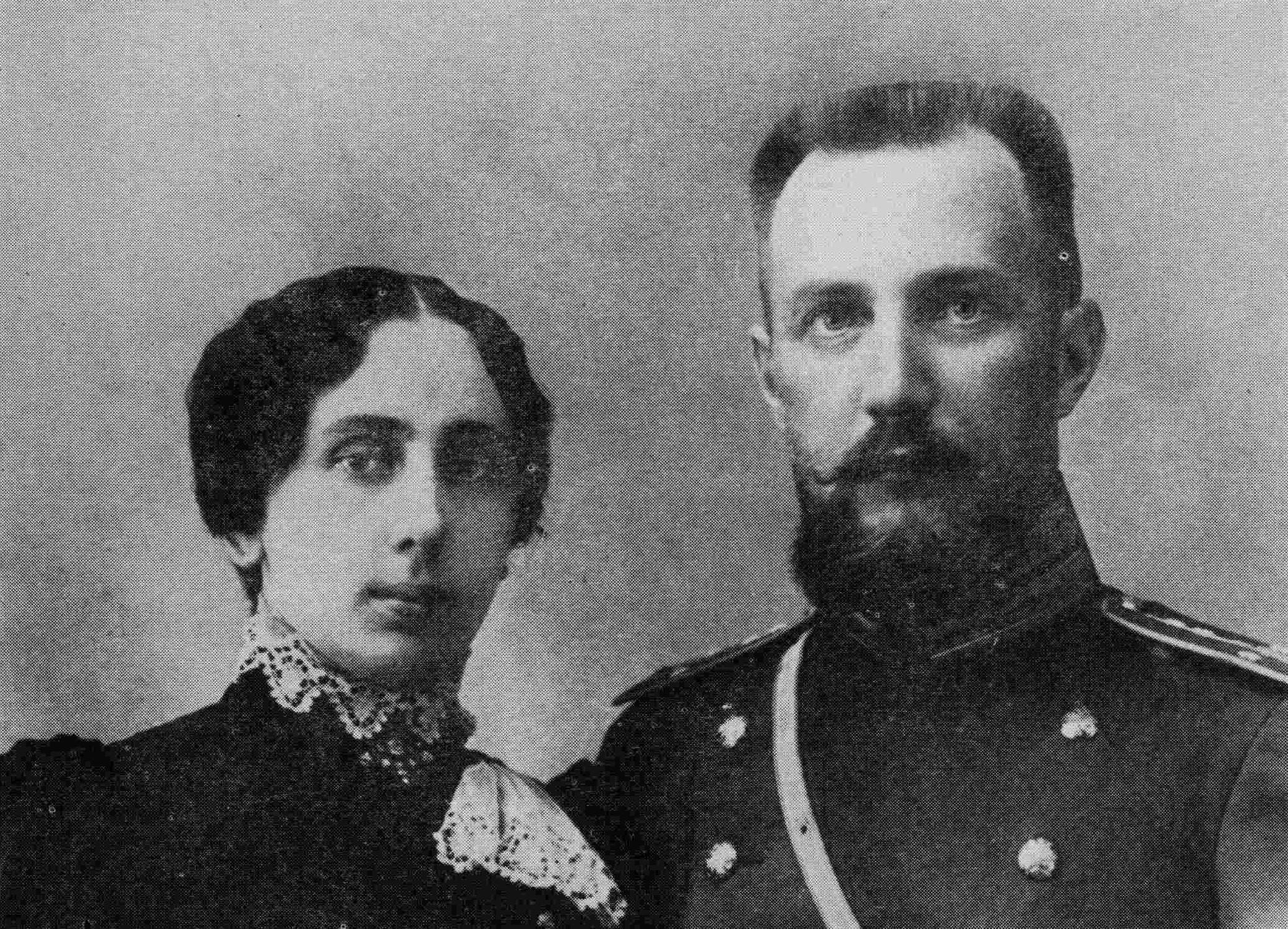
Владимир Сикевич с супругой в 1904 году.

- Отец — Василий Мелентьевич Сикевич, дворянин, статский советник, предводитель дворянства и председатель мировых судей  Таращанского уезда, владелец имений в Киевской губернии и недвижимости в Москве и Санкт-Петербурге.
- Мать — Наталия Даниловна Сикевич (в девичестве — Смолодович), дочь писателя-богослова Данилы Максимовича Смолодовича
- Братья и сёстры:
  - Николай Васильевич Сикевич (1871—1938) — известный юрист, лидер антибольшевистского подполья в Киеве. Репрессирован.
  - Елена Васильевна Сикевич (1873—1939) — супруга владельца крупного книжного издательства А. С. Слухаевского.
  - Анна Васильевна Сикевич (1876—1947).
  - Людмила Васильевна Сикевич (1876—1928) — первая в России женщина-главврач. Жила и умерла в Москве, похоронена на Ваганьковском кладбище.
- Жена и дети:
  - Владимир Васильевич Сикевич был женат на Ванде Сикевич (1876—1966) из шляхетского рода Косминских, уроженке Варшавской губернии, римско-католического вероисповедания. У них родилось двое детей: Наталия (1901—1995) и Леонид (1903—1977). Наталия вышла замуж за Жана Луи Морей де Морана (1895—1939), полковника, сына графини Марии Ламсдорф. Дочь Наталии, Колетт, по состоянию на август 2011 года живёт и работает художницей в Лондоне, занимается творчеством и благотворительностью. Леонид женился на гражданке Канады Кей Кларк, уже будучи в Торонто.

## Память
- На Украине именем генерала Сикевича названы улицы и школы.
- В 2011 году в Оболонском районе Киева был открыт мемориальный памятник «Старшинам армии УНР — уроженцам города Киева». В список 34-х офицеров армии УНР данного мемориального памятника был включен и генерал Сикевич.